# Powiat Imadate
Powiat Imadate (jap. 今立郡 Imadate-gun) – powiat w Japonii, w prefekturze Fukui. W 2024 roku liczył 2195 mieszkańców.

## Miejscowości
- Ikeda